# Let's Get Loud
Let's Get Loud (Hlasitěji) je pátá a poslední vydaná píseň Jennifer López z jejího debutového alba s názvem On the 6.
Píseň byla vydána pouze v Austrálii a Španělsku, nicméně díky chytlavému a tanečnímu refrénu se jí podařilo probojovat se i do dalších hitparád.

## Umístění ve světě
| Hitparáda(2000)             | Umístění |
| --------------------------- | -------- |
| Austrálie                   | 9        |
| Mexico Top 100 Singles      | 6        |
| Switzerland Top 100 Singles | 10       |

| Prodejnost | Počet   |
| ---------- | ------- |
| Celkem     | 500,000 |

## Úryvek textu
Lets get loud, lets get loud
Turn the music up, lets do it
Come on people lets get loud, lets get loud
Turn the music up to hear that sound
Lets get loud, lets get loud
Aint nobody gotta tell ya
What you gotta do